# Simulium speculiventre
Simulium speculiventre är en tvåvingeart som beskrevs av Günther Enderlein 1914. Simulium speculiventre ingår i släktet Simulium och familjen knott.
Artens utbredningsområde är Seychellerna. Inga underarter finns listade i Catalogue of Life.